# Парамоновка (Новосибирская область)
Парамоновка — исчезнувшая деревня в Куйбышевском районе Новосибирской области. Входила в состав Сергинского сельсовета. Упразднена в 1968 г.

## География
Располагалась между болотами Юлисово, Карташаново и Борчинское.

## История
Основана в 1906 г. В 1926 году посёлок Парамоновский состоял из 61 хозяйства, имелся маслозавод. В административном отношении входил состав Ляшкинского сельсовета Верх-Ичинского района Барабинского округа Сибирского края.

## Население
По переписи 1926 г. в посёлке Парамоновский проживало 268 человек (134 мужчины и 134 женщины), основное население — поляки.